# Сан Маријано (Анкона)
Сан Маријано (итал. San Mariano) насеље је у Италији у округу Анкона, региону Марке.
Према процени из 2011. у насељу је живело 30 становника. Насеље се налази на надморској висини од 298 м.